# Theo van de Vendel
Theo van de Vendel (24 oktober 1980) is een Nederlands ruiter. Hij nam op het onderdeel eventing, zowel individueel als met het Nederlands team, deel aan de Olympische Zomerspelen 2016 met Zindane. Ook was hij actief op het Europese eventing kampioenschap 2015.